# Bayerische Regiobahn

Historisches Logo der BRB

Netz der Bayerischen Regiobahn bis 2018

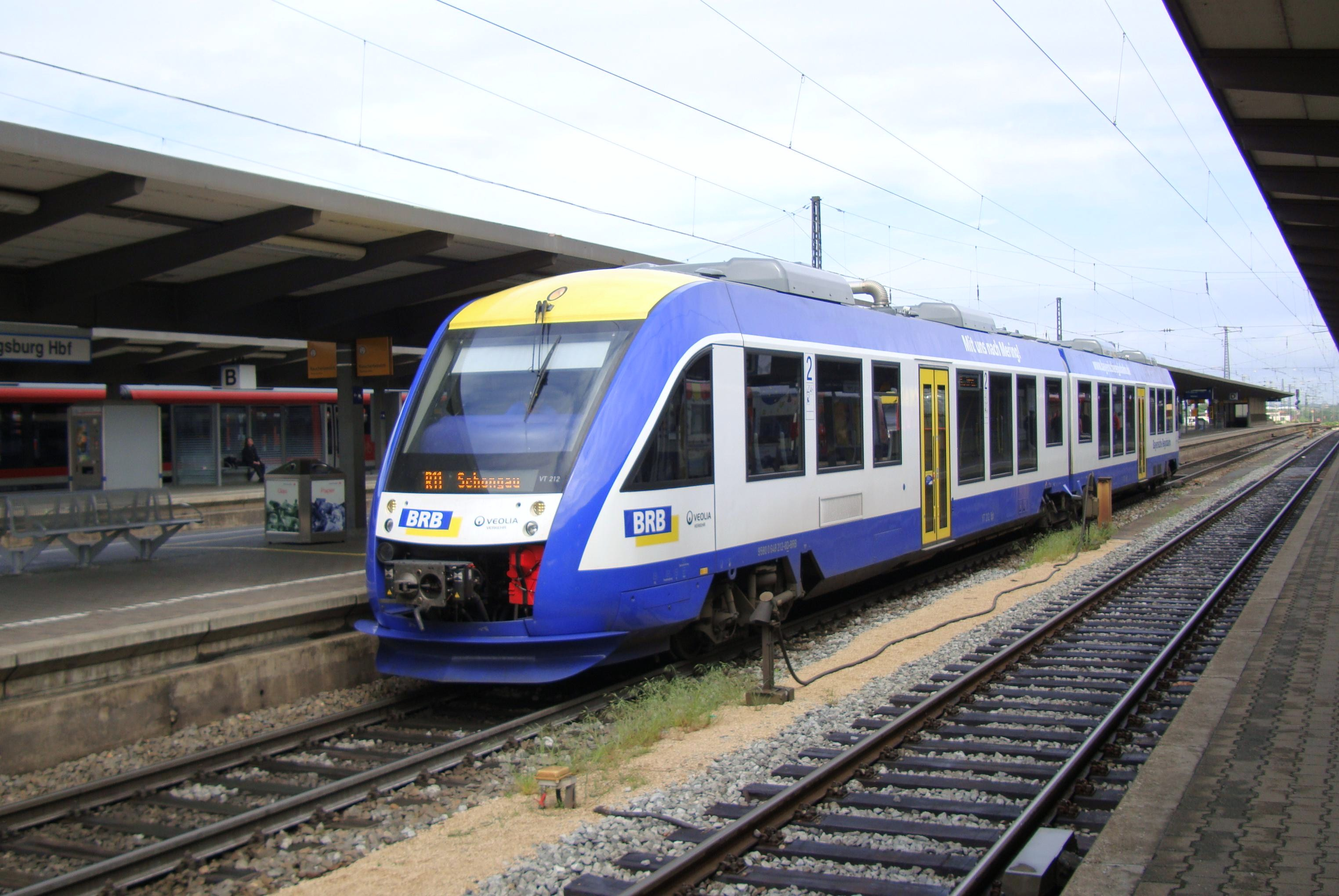
VT 212 „Mering“ in Augsburg Hbf

Die Bayerische Regiobahn GmbH (BRB) ist ein Eisenbahnverkehrsunternehmen mit Sitz und Betriebsstandort in Holzkirchen und Augsburg und mit einem Bahnbetriebswerk in Augsburg sowie in Lenggries. Sie erbringt seit Dezember 2008 Personenverkehrsleistungen im Südwesten von Bayern und ist nach eigenen Angaben mit Stand Mitte 2023 das zweitgrößte Eisenbahnverkehrsunternehmen in Bayern. Die BRB gehört als hundertprozentige Tochtergesellschaft der Transdev GmbH zur französischen Transdev-Gruppe. Eine Schwestergesellschaft ist die Bayerische Oberlandbahn GmbH, die ebenfalls ihre Leistungen unter der Marke Bayerische Regiobahn erbringt und in Holzkirchen ansässig ist. Beide Gesellschaften stehen unter derselben Geschäftsführung.

## Marke
Seit Juni 2020 wird BRB als Marke für alle Netze der BRB und der Schwestergesellschaft Bayerische Oberlandbahn GmbH (BOB GmbH) benutzt. Der regionale Bezug der vorigen drei Marken (BRB, BOB und Meridian) wird seither dargestellt durch die Ergänzung der Marke BRB mit einer Bezeichnung für das regionale Streckennetz:
- Chiemgau-Inntal (ehemals Meridian – BOB)
- Oberland (ehemals BOB)
- Berchtesgaden-Ruhpolding
- Ostallgäu-Lechfeld (ehemals Dieselnetz Augsburg 1)
- Ammersee-Altmühltal (ehemals Dieselnetz Augsburg 2)

## Streckenübersicht
Seit 2008 befährt die BRB die Ammerseebahn und die Strecken Weilheim–Peißenberg und Peißenberg–Schongau sowie seit 2009 die Paartal- und Altmühltalbahn. Seit Dezember 2018 betreibt die Bayerische Regiobahn GmbH auch das Dieselnetz Augsburg 1.
Die Bayerische Regiobahn GmbH fährt im Auftrag der Bayerischen Eisenbahngesellschaft (BEG), die den Regional- und S-Bahn-Verkehr in Bayern plant, finanziert und kontrolliert. Die Bayerische Regiobahn GmbH befindet sich beim Qualitätsranking der BEG – wie die meisten Anbieter – im positiven Bereich.

### Dieselnetz Augsburg II
Am 11. Mai 2006 gab die Bayerische Eisenbahngesellschaft die Gewinner der Ausschreibungsprojekte im Raum Augsburg bekannt. Während auf den elektrifizierten Strecken und den Strecken von Augsburg nach Landsberg und Bad Wörishofen (Dieselnetz I) auch weiterhin die Deutsche Bahn den Verkehr durchführt, kam im Dieselnetz II die seinerzeitige Veolia-Verkehr-Gruppe (heute Transdev-Gruppe) zum Zug, die hierfür die Bayerische Regiobahn gründete. Die BRB betreibt Schienenpersonennahverkehr auf folgenden Linien:
- KBS 985 (Ammerseebahn): Augsburg–Mering–Geltendorf–Dießen–Weilheim (Bahnstrecken München–Augsburg und Mering–Weilheim)
- KBS 962 (Pfaffenwinkelbahn): Weilheim–Peißenberg–Schongau (Bahnstrecken Weilheim–Peißenberg und Peißenberg–Schongau)

Im Dezember 2009 kamen folgende Strecken hinzu:
- KBS 983 (Paartalbahn): Augsburg–Aichach–Schrobenhausen–Ingolstadt (Bahnstrecke Ingolstadt–Augsburg-Hochzoll)
- KBS 990/991 (Altmühltalbahn): Ingolstadt – Eichstätt Bahnhof – Eichstätt Stadt (Bahnstrecken München–Treuchtlingen und Eichstätt Bahnhof – Eichstätt Stadt)

Im Dezember 2022 kam Augsburg-Hauptbahnhof – Gessertshausen dazu.
Das Angebot der Bayerischen Regiobahn ergänzt sich im Zusammenspiel mit den Zügen der DB Regio Allgäu-Schwaben (neuer Betreiber seit Dezember 2022: Arverio Bayern) zwischen Augsburg und Mering in der Hauptverkehrszeit zu einem Viertelstundentakt. Auf der Paartalbahn verkehrt die BRB zwischen Augsburg und Friedberg tagsüber im Viertelstundentakt, im weiteren Verlauf bis Aichach im Halbstundentakt.
Auf der Ammerseebahn führte die BRB ein neues Fahrplankonzept ein: unter anderem entfielen die Standzeiten in Mering, kürzere Fahrzeiten wurden umgesetzt, Taktlücken geschlossen und alle Züge bedienen nun auch die Haltepunkte St. Alban und St. Ottilien, sodass ein reiner Stundentakt (in der Hauptverkehrszeit ein Halbstundentakt) zwischen Augsburg und Weilheim entsteht.
Zwischen Geltendorf und Weilheim fährt die BRB teilweise direkt neben dem Ammersee und durchquert danach das Ammermoos in Richtung Weilheim, wobei man einen guten Blick auf die bayerischen Alpen hat.
Im Bahnhof Aichach ereignete sich am 7. Mai 2018 auf der eingleisigen Bahnstrecke Ingolstadt–Augsburg (Paartalbahn) ein Eisenbahnunfall. Gegen 21:20 Uhr fuhr der VT 215 als Regionalbahn der Bayerischen Regiobahn auf einen stehenden Güterzug von DB Cargo auf. Zwei Menschen kamen dabei ums Leben und 14 wurden verletzt. Der Unfall ist auf menschliches Versagen des Fahrdienstleiters zurückzuführen.
Am 7. Dezember 2018 erhielt das Unternehmen durch die BEG für das Los 2 des Vergabenetzes „Augsburger Netze“ den weiteren Zuschlag von Dezember 2022 bis Dezember 2031. Das Los 2 umfasst das bisherige Dieselnetz II mit einzelnen Erweiterungen.
Das Los 2 umfasst seither folgende Linien:
- Schongau – Weilheim – Geltendorf – Mering – Augsburg Hbf – Gessertshausen (– Langenneufnach) (RB 67)
- Augsburg – Aichach – Ingolstadt Hbf (RB 13)
- (Ingolstadt Hbf –) Eichstätt Bahnhof – Eichstätt Stadt (RB 14)

### Dieselnetz Augsburg I
Am 9. November 2015 gab die Bayerische Eisenbahngesellschaft (BEG) bekannt, das Dieselnetz Augsburg I ab Dezember 2018 an die BRB vergeben zu wollen. Der Zuschlag erfolgte im März 2016 für zwölf Jahre. Das Dieselnetz Augsburg I umfasst die Linien München–Füssen sowie Augsburg–Füssen und Augsburg–Landsberg. Dieses Streckennetz wird von der BRB als „Ostallgäu-Lechfeld-Bahn“ bezeichnet.
Seit 9. Dezember 2018 verkehrt die BRB auf den Linien:
- KBS 970/974 München–Füssen (RB 68),
- KBS 971/974 Augsburg–Füssen (RB 77) und
- KBS 971/986 Augsburg – Landsberg am Lech (RB 69).

## Geschichte
Am 7. Oktober 2006 wurde am Augsburger Hauptbahnhof offiziell der Verkehrsdurchführungsvertrag unterzeichnet. Am selben Tag gab die BRB bekannt, dass für den Verkehr auf den vier Strecken neue zweiteilige Dieseltriebzüge des Typs LINT 41 von Alstom beschafft werden sollen. Ein baugleiches Fahrzeug des Schwesterunternehmens Veolia Verkehr Sachsen-Anhalt war am Bahnhof ausgestellt und konnte besichtigt werden.
Am 6. Oktober 2007 wurde eine weitere Präsentationsveranstaltung durchgeführt, diesmal im Bahnhof Peißenberg im Landkreis Weilheim-Schongau. Am 11. Oktober stellte die BRB ihre neuen Züge in Augsburg, Aichach und Schrobenhausen vor. Hier wurden zwei LINT41 im kostenlosen Verkehr und zur Besichtigung eingesetzt.
26 Triebwagen LINT41 waren bis November 2008 ausgeliefert und rund um München sowie zwischen Augsburg und Schongau für Testfahrten eingesetzt. Die als VT 210 bis VT 237 bezeichneten Züge sind mit gesteigerter Motorleistung, neuester Softwareversion, Fahrkartenautomaten und einer Kinderspielecke ausgestattet.
Am 23. Mai 2009 fand die erste Fahrzeugsegnung statt. Der Triebwagen VT 217 erhielt die Wappen von Eresing und Sankt Ottilien verliehen. Gleichzeitig wurde die Werbeaufschrift im Dachkranzbereich angepasst.
Seit Mai 2012 wartet die BRB ihre Züge in ihrem neuen, modernen Bahnbetriebswerk auf dem Bahngelände in der Firnhaberstraße in Augsburg, neben dem historischen Bahnpark. Gemeinsam mit der Augsburger Localbahn GmbH hat sie hier das Kompetenzzentrum für Schienenfahrzeug Instandhaltung (KSI) gegründet. Die KSI soll auch Schienenfahrzeuge anderer Unternehmen instand halten und Bedarfsarbeiten wie Wartung, Reinigung, Ergänzung von Betriebsstoffen und Reparaturen durchführen.  Am 29. April 2017 wurde im Bahnbetriebswerk Augsburg eine neue Werkstatthalle eingeweiht. Im Jahr 2022 wurde in einer weiteren Halle eine Unterflurradsatzdrehbank in Betrieb genommen.

## Fahrzeuge

### Dieselnetz Augsburg II
Die BRB befuhr die Strecken des Dieselnetz II mit insgesamt 28 LINT 41-Zügen des Herstellers ALSTOM. Ausgestattet sind die Züge mit Armlehnen, Kopfstützen, gepolsterten Sitzen, einem behindertengerechten Ausbau, einer Klimaanlage, einer Kinderspielecke, Mehrzweckbereichen, einem Mülltrennsystem, einem elektronischen Fahrgastinformationssystem sowie seit Herbst 2011 eine Videoanlage für erhöhte Sicherheit.
| Bezeichnung           | Wert                      |
| --------------------- | ------------------------- |
| Sitzplätze            | 140                       |
| Höchstgeschwindigkeit | 120 km/h                  |
| Höhe                  | 4,34 m                    |
| Breite                | 2,75 m                    |
| Länge                 | 41 m                      |
| Leistung              | 2 × 390 kW                |
| Antrieb               | Dieselmechanischer 6-Gang |
| Dienstmasse           | 76,5 t                    |

Des Weiteren besaß die BRB noch einen „Augsburger-Puppenkisten-Zug“, welcher als rollender Botschafter agierte. Seine Beklebung bestand aus Figuren der Augsburger Puppenkiste.

Beschriftung „Mit uns nach Schmiechen“ am VT 214

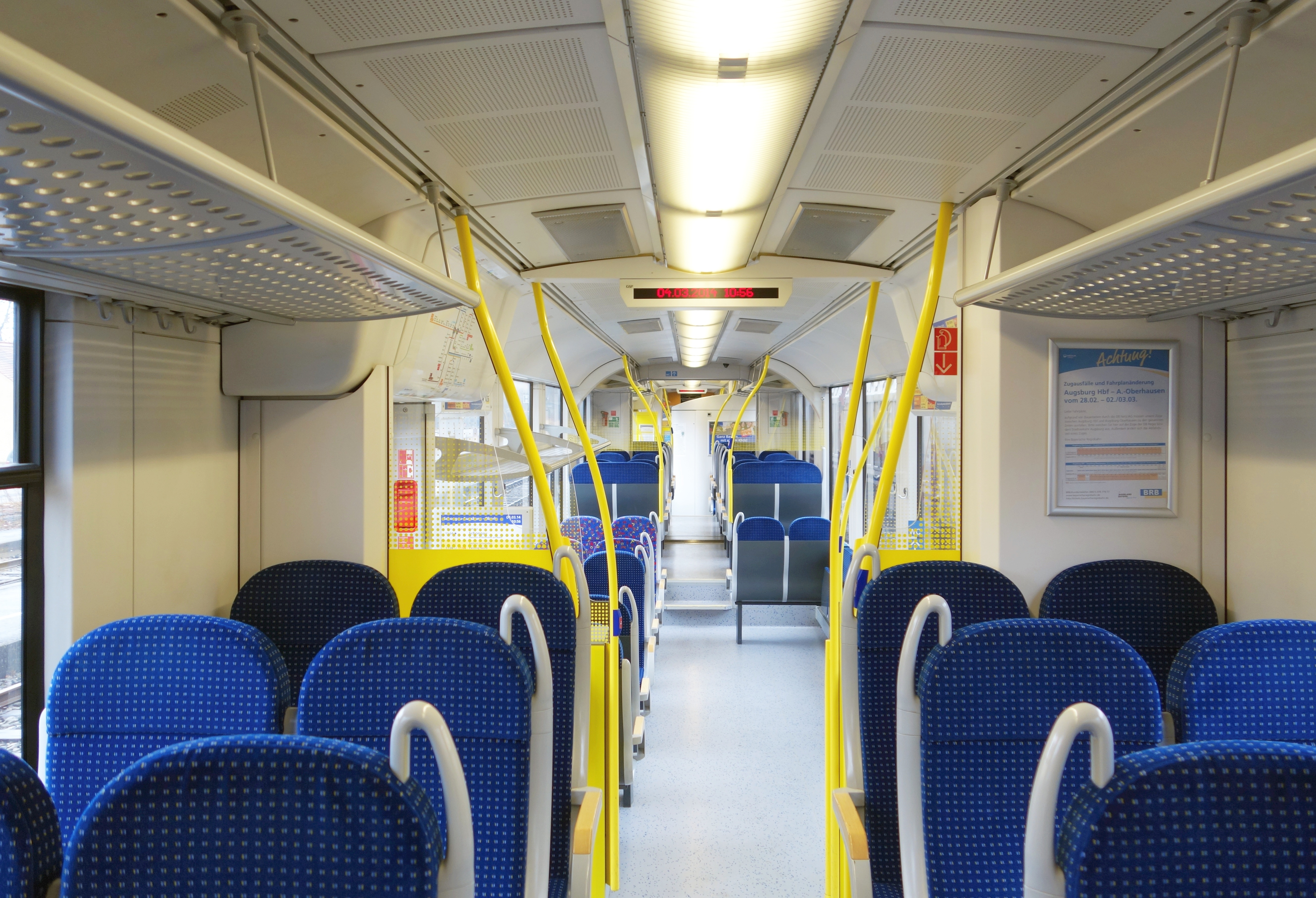
Innenansicht des VT 230

VT 236 und VT 237 wurden im Juli 2010 ausgeliefert und gingen September 2010 in den Planbetrieb. Sie erhöhten die Kapazitäten auf der Ammerseebahn bzw. der Paartalbahn.
Diese LINT 41 wurden verkauft: 6 an Erfurter Bahn, 14 an Alpha Trains (Leasing), oder abgestellt.

### Augsburger Netze (Los 2)
Für Los 2 der Augsburger Netze – das frühere Dieselnetz II – wurden 41 neue Triebwagen vom Typ Alstom Coradia LINT 41 bestellt. Betriebsbeginn war Ende 2022. Die Triebwagen entsprechen der neuesten Crash-Norm, haben einen vergrößerten Sitzabstand, mehr Gepäckabstellmöglichkeiten, Steckdosen, auch für USB, am Platz und andere Verbesserungen.
Die Triebwagen sind eingereiht als VT 311–351.

### Dieselnetz Augsburg I
Für den Betrieb der neuen Linien im Dieselnetz I von Augsburg/München nach Landsberg/Füssen beschaffte die BRB 28 neue Triebwagen vom Typ Alstom Coradia LINT, davon 19 LINT 41, 4 LINT 54 und 5 LINT 81.
Zwischen Augsburg und Füssen wird testweise der Wasserstoffzug Siemens Mireo Plus H eingesetzt.